# Alchemilla babiogorensis
Alchemilla babiogorensis es una especie de planta del género Alchemilla, perteneciente a la familia Rosaceae.

## Taxonomía
Alchemilla babiogorensis fue descrita por Pawl. en 1957.

## Distribución
Se encuentra en el territorio de Polonia y Ucrania.